# Hands Up! (album)
Pour les articles homonymes, voir Hands Up!.
Albums par dream
Best Hits Avex
(2004)
EPs par DRM
DRM
(2007)
Compilations par dream
Anniversary Best
(2007)
Lives par dream
Greatest Live Hits
(2007)
Singles
1. Perfect Girls / To the Top
Sortie : 9 septembre 2009
2. Breakout
Sortie : 1er mars 2010
3. My Way ~ULala~
Sortie : 18 août 2010
4. Ev'rybody Alright!
Sortie : 6 octobre 2010

 Hands Up!  est le cinquième album original du groupe Dream (ex "dream"), sorti en 2010, en excluant mini-albums, albums de reprises, album live et compilations.

## Présentation
L’album sort le 24 novembre 2010 au Japon sous le label Rhythm Zone. Il atteint la 36e place du classement Oricon, et reste classé pendant deux semaines. Malgré ce relativement bon classement, c'est en fait l'un des albums les moins vendus du groupe, faisant juste mieux que les deux précédents (Greatest Live Hits et DRM). Il sort aussi en édition "CD+DVD" avec une pochette différente, incluant un DVD contenant les clips vidéos de quatre des chansons et douze titres enregistrés lors d'un concert récent.
C'est le premier album du groupe à sortir sous le nom Dream (avec majuscule), et le premier à sortir sous le label Rhythm Zone. C'est le premier et dernier album sorti par la formation du groupe à six membres, après le départ de Yū Hasebe en 2008 et avant celui de Kana Tachibana en février 2011, la dernière membre d'origine. Le groupe n'avait plus sorti d'albums sous le nom dream depuis quatre ans, sortant seulement un mini-album mi-2007 sous le nom DRM.
L'album contient quatorze chansons, dont neuf étaient déjà parues sur les quatre singles du groupe sortis précédemment (dont deux en indépendant). Deux des cinq chansons inédites, Promise et Change, sont utilisées comme thèmes musicaux pour le jeu vidéo pour PlayStation 3 Trinity Zill O’ll Zero.
Sort aussi à cette occasion une version mini-album homonyme sous-titrée Trinity Zill O’ll Zero Edition ne contenant que sept des titres de l'album, avec une pochette différente liée au jeu vidéo et incluant un DVD différent avec deux documentaires, sur le jeu et sur le groupe.

## Membres
- 1re génération : Kana Tachibana
- 2e génération : Sayaka Yamamoto, Erie Abe, Aya Takamoto, Ami Nakashima, Shizuka Nishida

## Liste des titres

### Édition normale
| 1.  | Promise                                                  | Thème du jeu Trinity Zill O’ll Zero          |  |
| 2.  | Hands Up!                                                |                                              |  |
| 3.  | Ev'rybody Alright!                                       | 21e single "major"                           |  |
| 4.  | Glory (GLORY)                                            | du single Ev'rybody Alright!                 |  |
| 5.  | Change (CHANGE)                                          | Thème de fin du jeu Trinity Zill O’ll Zero   |  |
| 6.  | Breakout                                                 | Single "indie"                               |  |
| 7.  | Perfect Girls                                            | du single "indie" Perfect Girls / To the Top |  |
| 8.  | Naked                                                    |                                              |  |
| 9.  | To the Top (To The Top)                                  | du single "indie" Perfect Girls / To the Top |  |
| 10. | Dear my Friend (Dear my friend)                          |                                              |  |
| 11. | Get my way -Dance Ver. w/o Bridge- / AILI thanx to Dream | du 20e single "major" My Way ~ULala~         |  |
| 12. | Himawari (ヒマワリ)                                      | du 20e single "major" My Way ~ULala~         |  |
| 13. | I Believe                                                | du single "indie" Breakout                   |  |
| 14. | My Way ~ULala~                                           | 20e single "major"                           |  |

| 1.  | Perfect Girls                                                      | Clip vidéo du single                              |  |
| 2.  | Breakout                                                           | Clip vidéo du single                              |  |
| 3.  | My Way ~ULala~                                                     | Clip vidéo du single                              |  |
| 4.  | Ev'rybody Alright!                                                 | Clip vidéo du single                              |  |
| 5.  | "Live footage from Dream Live Tour 2010 ~Road to dream~" - Opening | Présentation live                                 |  |
| 6.  | Breakout                                                           | Titre live                                        |  |
| 7.  | To the Top (To The Top)                                            | Titre live                                        |  |
| 8.  | FantAstrip                                                         | Titre live (chanson du single My Way ~ULala~)     |  |
| 9.  | - MC -                                                             | Présentation live                                 |  |
| 10. | Secret Party                                                       | Titre live (chanson du single Ev'rybody Alright!) |  |
| 11. | Dance (DANCE)                                                      | Titre live (danse sur un titre instrumental)      |  |
| 12. | Lady Soldier (Lady soldier)                                        | Titre live (titre inédit)                         |  |
| 13. | - MC -                                                             | Présentation live                                 |  |
| 14. | I Wish U ~Egao no Loop~ (I WISH U ～笑顔のループ～)                | Titre live (titre inédit)                         |  |
| 15. | My Way ~ULala~                                                     | Titre live                                        |  |
| 16. | Himawari (ヒマワリ)                                                | Titre live                                        |  |
| 17. | Perfect Girls                                                      | Titre live                                        |  |
| 18. | Get my way -Dance Ver. w/o Bridge - / AILI thanx to Dream          | Titre live                                        |  |
| 19. | I Believe                                                          | Titre live                                        |  |

### Trinity Zill O’ll Zero Edition
| 1. | Promise             | Thème du jeu Trinity Zill O’ll Zero        |  |
| 2. | Hands Up!           |                                            |  |
| 3. | Ev'rybody Alright!  | 21e single "major"                         |  |
| 4. | Change (CHANGE)     | Thème de fin du jeu Trinity Zill O’ll Zero |  |
| 5. | Breakout            | Single "indie"                             |  |
| 6. | Himawari (ヒマワリ) | du 20e single "major"                      |  |
| 7. | My Way ~ULala~      | 20e single "major"                         |  |

| 1. | Dream Hands Up! (Trinity Zill O'll Zero Edition...) (Dream Hands Up! (TRINITY Zill O'll EDITION 特典映像)) |  |
| 2. | Dream document (...) (Dream document ～夢を追いかけて～)                                                   |  |